# Selles-sur-Cher
Selles-sur-Cher je naselje in občina v osrednjem francoskem departmaju Loir-et-Cher regije Center. Leta 2009 je naselje imelo 4.626 prebivalcev.

## Geografija
Kraj leži v pokrajini Berry ob reki Cher in vodnem kanalu de Berry, 42 km jugovzhodno od Bloisa.

## Uprava
Selles-sur-Cher je sedež istoimenskega kantona, v katerega so poleg njegove vključene še občine Billy, Gièvres, Gy-en-Sologne, Lassay-sur-Croisne, Mur-de-Sologne, Rougeou in Soings-en-Sologne z 11.654 prebivalci (v letu 2010).
Kanton Selles-sur-Cher je sestavni del okrožja Romorantin-Lanthenay.

## Zanimivosti
- opatijska romanska cerkev Notre-Dame-la-Blanche iz 12. do 19. stoletja, francoski zgodovinski spomenik od leta 1862,
- grad, prvotno trdnjava Château de Selles-sur-Cher iz 10. stoletja,
- most - kanal de Berry preko reke Sauldre, zgodovinski spomenik od leta 2009,
- stolp Tour de la Porte aux Renards, ostanek nekdanjih utrdb.

- Notre-Dame-la-Blanche
- Château de Selles-sur-Cher
- most - kanal

## Promet
- železniška postaja Gare de Selles-sur-Cher ob progi Vierzon - Saint-Pierre-des-Corps;

## Pobratena mesta
- Sion (Valais, Švica),
- Traben-Trarbach (Porenje - Pfalška, Nemčija).